# Ива Барклая
И́ва Барклая (лат. Salix barclayi) — вид лиственных деревьев или кустарников из рода Ива (Salix) семейства Ивовые (Salicaceae).
В природе ареал вида охватывает Канаду (Юкон, Северо-Западные территории, Альберта и Британская Колумбия) и США (штаты Аляска, Айдахо, Монтана, Вашингтон и Вайоминг).

## Ботаническое описание

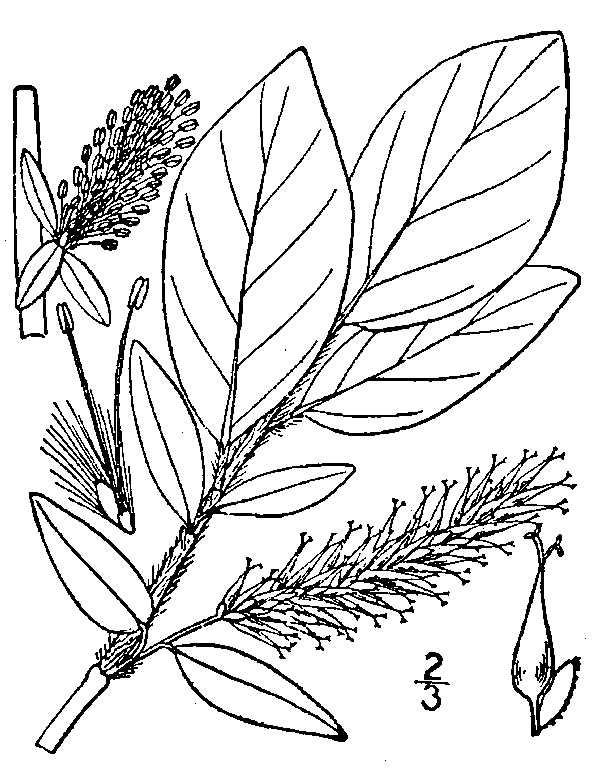

Представители вида — деревья или кустарники высотой до 3 м с крепкими, голыми, тёмно-бурыми ветвями.
Почки мелкие, бурые. Прилистники яйцевидно-ланцетные, полуяйцевидные или ланцетные, острые, железисто-зубчатые, почти равны черешку, иногда отсутствуют. Черешки длиной 2—8 мм. Пластинки листа чернеющие, сильно варьируются по форме и внешнему виду, выделяют три типа: 
- широкояйцевидные, длиной 5—7 см, мелко, но грубо пильчатые, сверху тёмно-зелёные, почти блестящие, снизу заметно сизоватые;
- обратнояйцевидно-округлые, длиной около 2,5 см, шириной 2 см, в основании округлые или почти сердцевидные, на верхушке с коротким остроконечием, с сетчатым выступающим жилкованием, мелко и редко зубчато-пильчатые;
- ланцетные, длиной 2—3 см, шириной до 0,6 см, тонкие, голые, цельнокрайные, почти одноцветные, чаще всего без прилистников.

Серёжки боковые, густоцветковые, мужские толсто-цилиндрические, длиной около 2,5 см, женские цилиндрические, длиной около 3—4 см, отклонённые или изогнутые. Прицветные чешуйки яйцевидно-ланцетные, острые, буроватые или тёмные. Тычинки в числе двух, свободные, голые, золотисто-жёлтыми пыльниками. Завязь конически-шиловидная, голая, зелёная или буреющая, вытянутая в длинный желтоватый столбик, вдвое превышающей нектарник.

## Таксономия
Вид Ива Барклая входит в род Ива (Salix) семейства Ивовые (Salicaceae) порядка Мальпигиецветные (Malpighiales).
|  |                                      |  |                                                             |                                                             |                  |  | ещё 36 семейств (согласно Системе APG II) | ещё 36 семейств (согласно Системе APG II) |                    |  |  |  | ещё более 500 видов |
|  |                                      |  |                                                             |                                                             |                  |  | ещё 36 семейств (согласно Системе APG II) | ещё 36 семейств (согласно Системе APG II) |                    |  |  |  | ещё более 500 видов |
|  |                                      |  |                                                             | порядок Мальпигиецветные                                    |                  |  |                                           |                                           | род Ива            |  |  |  |                     |
|  |                                      |  |                                                             | порядок Мальпигиецветные                                    |                  |  |                                           |                                           | род Ива            |  |  |  |                     |
|  | отдел Цветковые, или Покрытосеменные |  |                                                             |                                                             | семейство Ивовые |  |                                           |                                           | вид Ива Барклая    |  |  |  |                     |
|  | отдел Цветковые, или Покрытосеменные |  |                                                             |                                                             | семейство Ивовые |  |                                           |                                           |                    |  |  |  |                     |
|  |                                      |  | ещё 44 порядка цветковых растений (согласно Системе APG II) | ещё 44 порядка цветковых растений (согласно Системе APG II) |                  |  |                                           | ещё около 57 родов                        | ещё около 57 родов |  |  |  |                     |
|  |                                      |  |                                                             | ещё 44 порядка цветковых растений (согласно Системе APG II) |                  |  |                                           |                                           | ещё около 57 родов |  |  |  |                     |